# Ґруєць-Великий (Великопольське воєводство)
Ґруєць-Великий (пол. Grójec Wielki) — село в Польщі, у гміні Седлець Вольштинського повіту Великопольського воєводства.
Населення — 162 особи (2011).
У 1975-1998 роках село належало до Зеленоґурського воєводства.

## Демографія
Демографічна структура станом на 31 березня 2011 року:
|          | Загалом | Допрацездатний вік | Працездатний вік | Постпрацездатний вік |
| -------- | ------- | ------------------ | ---------------- | -------------------- |
| Чоловіки | 76      | 14                 | 55               | 7                    |
| Жінки    | 86      | 16                 | 57               | 13                   |
| Разом    | 162     | 30                 | 112              | 20                   |